# 萬金聖母聖殿
萬金聖母聖殿，俗稱萬金天主堂，是位於臺灣屏東縣萬巒鄉萬金村的天主教會宗座聖殿，主保聖人為聖母瑪利亞，其堂區建立歷史可追溯至1861年，現有教堂建物則在1870年啟用，是臺灣現存最古老的教堂建築，在1985年11月27日列為三級古蹟，後改為縣定古蹟。堂區內附設有道明會無玷之母會院及一座教友中心。

## 歷史沿革
清咸豐十一年（1861年），西班牙籍道明会士郭德刚神父自打狗（今高雄）步行往返万金传教，建立了初期的信徒群體。1863年，以土塊建立了原先的小教堂，並有了固定的在地信徒。然而在1865年，南部大地震摧毁教堂。在當時的本堂神父良方濟与教友的协助下修复了。因為傳教士的勤力傳教，加上當地民眾對天主教會保持開放態度，最終使萬金成為臺灣少數以天主教徒為主的聚落。
隨著信徒的增加，良方濟神父在1869年10月購入今日的堂區用地，開始兴建新堂。該教堂仿西班牙堡壘式建築構造，在費時一年後終於在1870年12月8日進行落成祝聖典禮，由於當日適逢為天主教會的聖母無染原罪瞻禮，是故新堂以「無玷聖母」為主保。1874年，當時銜命來臺的欽差大臣沈葆桢奏請朝廷支持传教，同治帝遂頒“奉旨”以及“天主堂”勒石，分别镶嵌在教堂山形墙和门楣上。
1984年，教宗若望·保禄二世將萬金天主堂列為宗座聖殿，自此該教堂的正式名稱為「萬金聖母聖殿」；而同年亦獲屏東縣政府核定列為地方政府維護的「三級古蹟」。之後該教堂又在1999年進行另一次的整修工程，在2001年完成。
2016年8月3日下午4時許，教堂的告解室遭到縱火，造成擺放在告解室內的聖母像的頭髮和彩衣燒毀、木質的聖像本體也被燻黑；經過堂區方面近百日的修復後，於同年11月13日重新公開展示，當天並由高雄教區劉振忠總主教主禮聖母像修復完成的祝聖儀式，此事件後來被改編並放入輕小說『迷路小瑪在萬金2』中。

## 彌撒禮儀時間
以下時間以當地時間（臺灣時間）為準

#### 彌撒
- 主日彌撒：

週六 PM 08:00 （赤山道理廳） 
 週日 AM 06:40（隱修院） 、AM 09:00
- 平日彌撒：PM 07:00（隱修院）、PM7:40 唸玫瑰經、8:00 晚間平日彌撒

## 聖誕活動

### 聖母遊行
萬金聖母聖殿自建堂以來，每年12月的第二個星期日（堂慶日）都會舉行聖母遶境遊行的活動，聖母像放置在重達300公斤木造神轎中，遶境赤山村、萬金村等地。此一遊行活動，早年還會有熱情村民自組宋江陣、車鼓陣、舞獅等臺灣傳統民俗藝團參與此活動。2012以「天主教萬金聖母遊行」名稱被列為屏東縣民俗及有關文物。而在1991及2009年（天主教在臺開教150週年），另各有一次巡迴全臺灣的紀錄。

### 萬金聖誕季
自2011年起，屏東縣政府將萬金堂區原有之聖母遊行及聖誕慶典活動，擴大舉辦為萬金聖誕季以促進觀光。2013年起，採用屏科大動漫社創造的「迷路小瑪」做為虛擬代言人受到好評。

## 交通
搭乘臺鐵至屏東車站或潮州車站，再轉搭從屏東轉運站發車的屏東客運8235（屏東西勢佳佐線）、8212（屏東潮州武潭線）至萬金教堂站；從潮州轉運站出發的高雄客運605A（ 涼山遊憩區-潮州轉運站）至萬金教堂站。

## 外部連結
- 萬金聖母聖殿官方網站 （页面存档备份，存于）
- 迷路小瑪在萬金的Facebook專頁
- OpenStreetMap上有關199010890  萬金聖母聖殿的地理